# Drenthe
Drenthe (oude spelling van vóór 2006: Drente (uitspraakⓘ) is een provincie in Nederland, gelegen in het landsdeel Noord-Nederland. Grofweg grenst het in het noorden aan de provincie Groningen, in het oosten aan de Duitse deelstaat Nedersaksen, in het zuiden aan de provincie Overijssel en in het westen aan de provincie Friesland. De hoofdstad en grootste plaats is Assen; de gemeente met de meeste inwoners is Emmen.

## Naam en spelling
De naam Drenthe is vermoedelijk ontstaan uit het Germaanse telwoord drie (Threant) afkomstig uit de Lex Salica, een wetboek uit de vierde of vijfde eeuw. Het getal drie verwijst naar de drie dingspelen - rechtsgebieden - die er oorspronkelijk in Drenthe geweest zijn. Uit latere tijd zijn er zes bekend. De eerst bekende vermelding van Drenthe is gevonden in de oorkonde van Theodgrim, afkomstig uit het jaar 820 n.Chr. Hierin wordt gesproken van de pago Threant, de gouw Drenthe.
De spellingswijze Drenthe werd gehanteerd in het begin van de negentiende eeuw, in de Constituties en Staatsregelingen Bataafse Tijd 1796-1806. De 7e uitgave van de Woordenlijst De Vries en Te Winkel uit 1914 bevat alleen de spelling Drente. In de Spelling-Marchant uit 1935 komt het woord voor deze provincie niet voor. Volgens sommigen kwam de spelling met de extra 'h' terug na de Tweede Wereldoorlog, omdat het "mooier en chiquer is om die 'h' toe te voegen", vooral in tegenstelling tot de naam van Twente. Een anekdote is de geschiedenis van het maandblad Drent(h)e, dat vanaf 1929 werd uitgegeven zonder 'h', omdat archivaris H.A. Poelman alleen hoofdredacteur van het blad wilde worden als de naam zonder 'h' gespeld werd. In 1948 werd de letter 'h' aan de titel van het blad toegevoegd. In de versie Woordenlijst Nederlandse Taal uit 1995 staat echter zowel Drenthe als Drente. In de versie die geldt in 2024 is geen spelling voor Drenthe of Drente opgenomen. De officiële spelling volgens de Nederlandse Rijksoverheid is inmiddels Drenthe.
Niettemin komt de spelling Drente nog voor, zoals in de geologische formatie van Drente. De inwoners van de provincie worden aangeduid als Drenten, maar ook wel als Drentenaren.

## Geschiedenis
Dat Drenthe al tijdens het Neolithicum door mensen werd bewoond, blijkt uit de aanwezigheid van 52 hunebedden. Dit zijn megalithische grafmonumenten, opgebouwd uit zwerfstenen die door groeiend landijs vanuit Scandinavië naar Noord Nederland zijn gestuwd in de voorlaatste ijstijd. Van de 54 hunebedden die nog in Nederland zichtbaar zijn, staan er 52 in Drenthe en twee in de provincie Groningen, maar het zijn er zonder twijfel meer geweest. Ook uit latere perioden zijn in de provincie veel tastbare overblijfselen bewaard gebleven, zoals grafheuvels.
Uit archiefstukken in het Utrechts Archief blijkt dat in 1024 en 1025 over graafschap Drenthe wordt gesproken. Oorspronkelijk behoorde de stad Groningen en het omringende Gorecht tot het graafschap Drenthe, terwijl Coevorden er niet toe behoorde. De Stellingwerven, die in Friesland zijn komen te liggen, hoorden oorspronkelijk bij Drenthe. Over de grenzen in de veenstreken is tussen Drenthe en de aanliggende landen herhaaldelijk geschil geweest, wellicht doordat in de veengrond de opgerichte grensstenen of -palen wegzakten en zo de toestand dubieus werd.
In 1046 schonk keizer Hendrik III het graafschap aan bisschop Bernold van Utrecht. In 1227 versloeg een legertje van Drentse boeren onder leiding van Rudolf II van Coevorden het ruiterleger van de bisschop in de Slag bij Ane, door de paarden een moeras in te lokken. Het volgend jaar herstelde de nieuwe bisschop zijn gezag over de Drenten.
Hoewel Drenthe eigen staten had (Ridderschap en Eigenerfden) erkende de Republiek der Zeven Verenigde Nederlanden Drenthe niet als volwaardig gewest en beschouwde het als een achtergebleven gebied dat geen vertegenwoordiging in de Staten-Generaal verdiende. Bestuurlijk bleef Drenthe een zelfstandig gewest, anders dan de generaliteitslanden. In de Grondwet van 1814 is Drenthe een provincie, vertegenwoordigd in de Staten-Generaal.
In het begin van de negentiende eeuw was Drenthe grotendeels een geïsoleerde landstreek. De woeste grond die een groot deel van de provincie bedekte, werd geleidelijk ontgonnen. In het zuidwesten van de provincie gebeurde dat door de Maatschappij van Weldadigheid die een kolonisatieproject begon rond Frederiksoord. De Smildervenen werden steeds verder afgegraven, in het zuidoosten werden kolonies gesticht langs de verlengde Hoogeveense Vaart en het Oranjekanaal. Het convenant van Bareveld gaf een grote impuls aan de vervening in het Oostermoergebied. In 1866 telde de provincie 95.000 inwoners. 
Het isolement van Drenthe werd in de 20e eeuw definitief doorbroken. Na de venen werden ook de uitgebreide heidecomplexen ontgonnen. Naast de traditionele kleinschalige landbouw op de zandgronden ontstonden grotere bedrijven in de nieuwe ontginningsgebieden. Dorpen als Hoogeveen en vooral Emmen ontwikkelden zich tot industriekernen. Assen, oorspronkelijk slechts een kern bij het klooster Mariënkamp, groeide uit tot de provinciehoofdstad, de komst van de TT zette de plaats internationaal op de kaart.

## Geografie

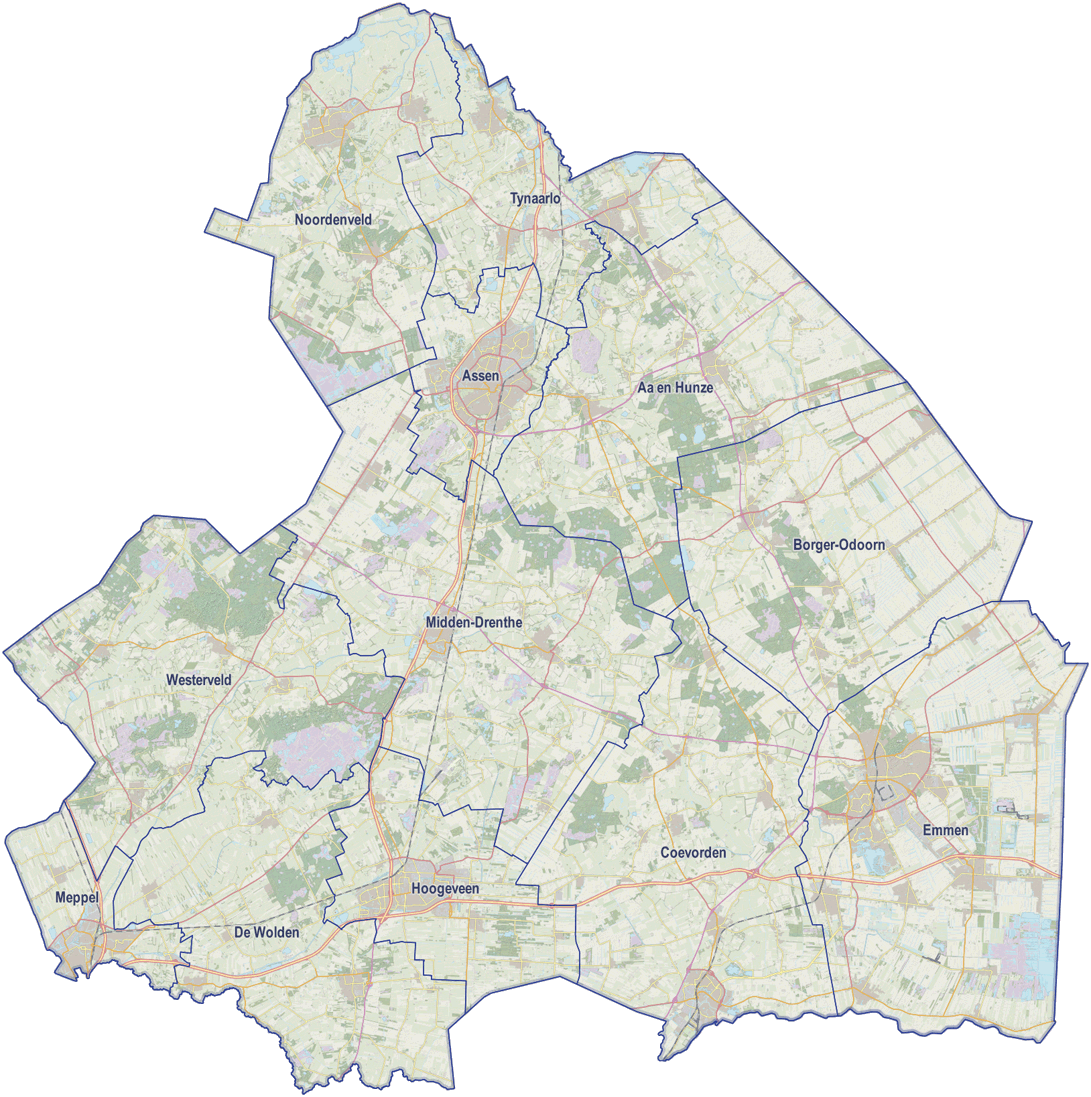
Provincie Drenthe, indeling van gemeenten per 2016

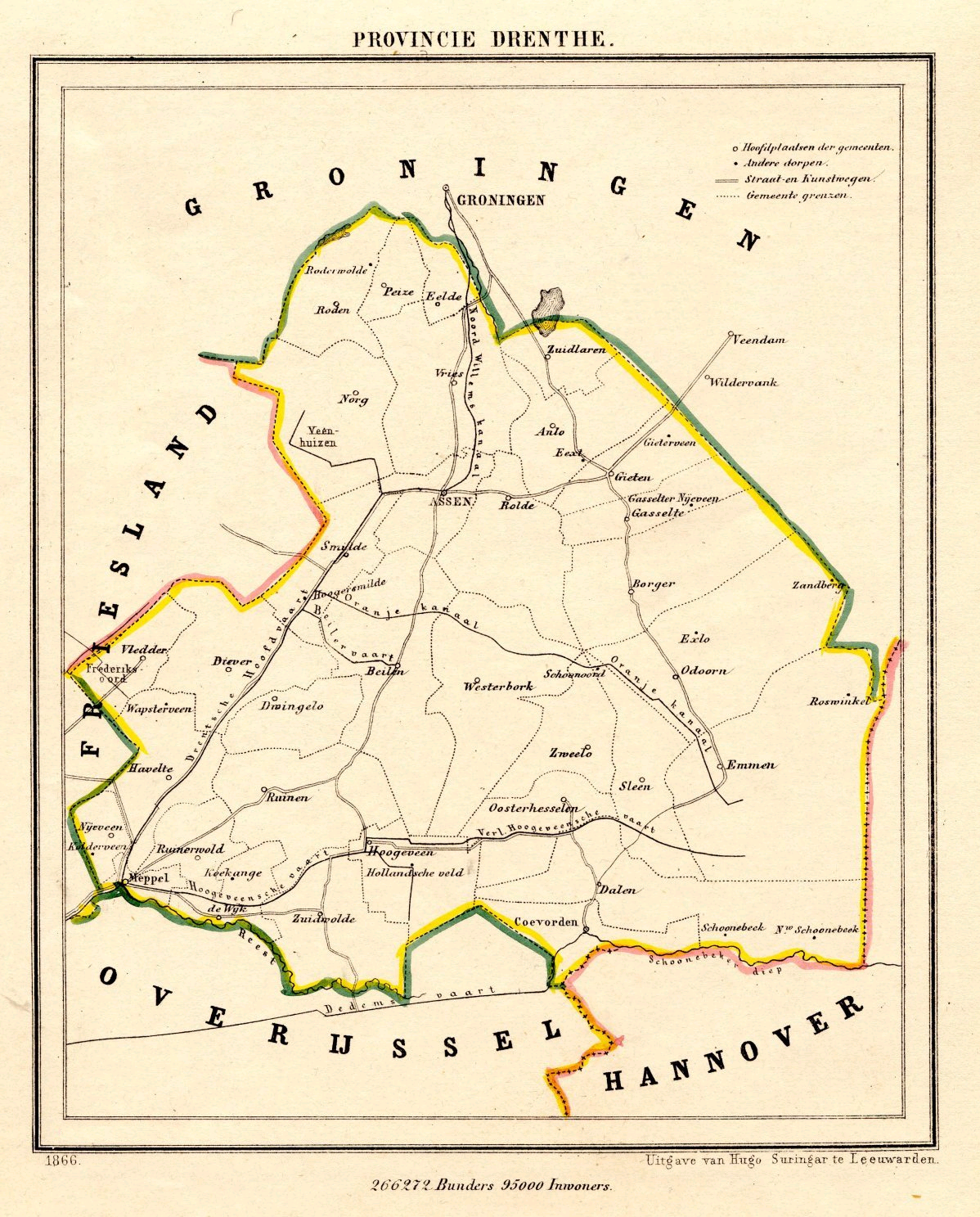
Drenthe in 1866, uit Kuypers Gemeente Atlas 1865-1870

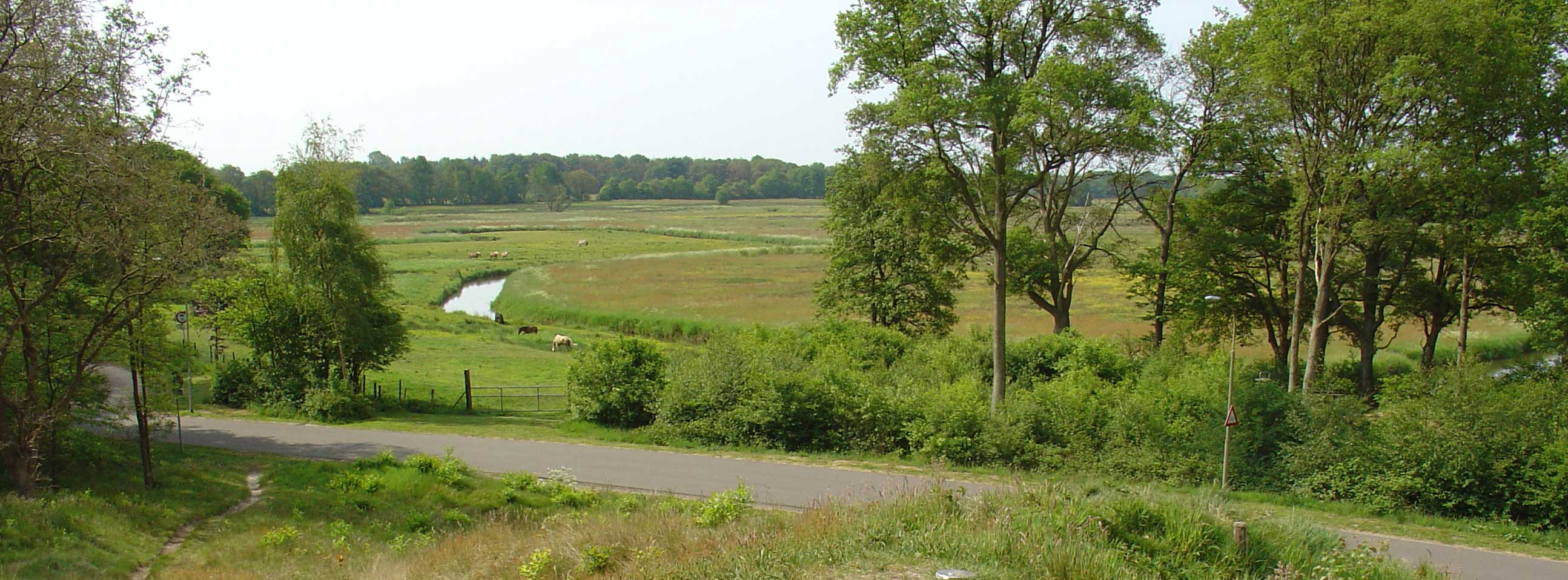
Stroomdal van de Drentsche Aa bij Schipborg

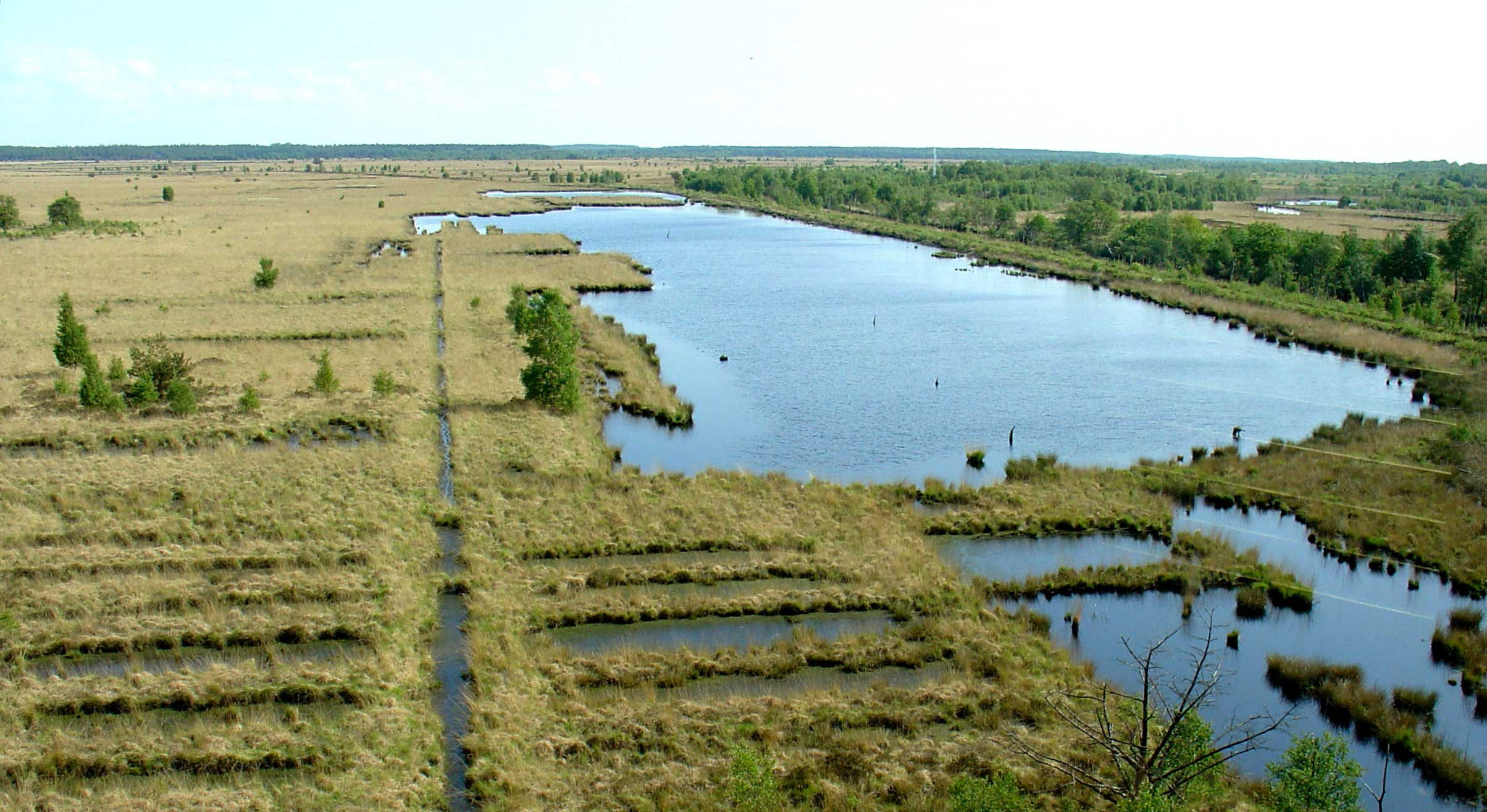
Het Fochteloërveen

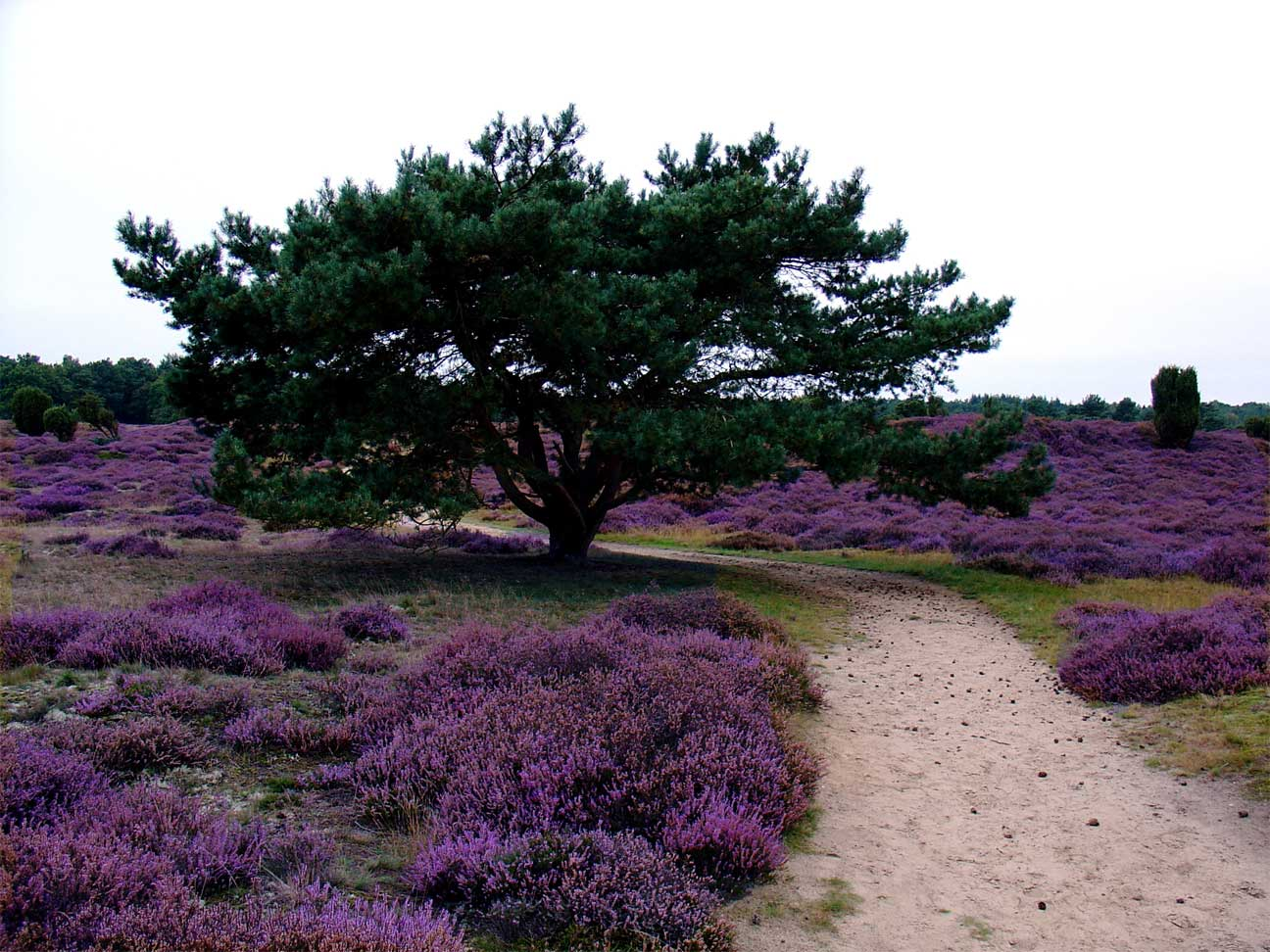
Heidegebied in Drenthe (Drouwenerzand)

### Fysische geografie
Het grootste deel van de provincie bevindt zich op het Drents Plateau. Dit gebied dat ruim boven NAP ligt, is voornamelijk opgebouwd uit keileem, afgezet in de voorlaatste ijstijd. Hierboven ligt vaak een laag dekzand uit de laatste ijstijd en lokaal veen. Er zijn weinig grote hoogteverschillen, het gehele plateau ligt voornamelijk tussen de 10 en 20 meter boven NAP. Het reliëf is vooral gevormd door het landijs in de voorlaatste ijstijd. Op veel plekken liet het ijs langwerpige rechte ruggen in het landschap achter; het mooiste voorbeeld hiervan is de Hondsrug in het noordoosten van Drenthe. De Hondsrug strekt zich uit van voorbij Emmen in het zuidoosten tot in de stad Groningen in het noorden. Op sommige plekken stuwde het ijs de ondergrond zelfs op tot kleine stuwwallen, een voorbeeld hiervan is de Havelterberg. Na de voorlaatste ijstijd werd dit landschap aangetast door beekjes en riviertjes, die grotendeels het patroon van de door het ijs gevormde ruggen volgden. Toen ook de mens zijn intrede in het landschap deed, werd het reliëf beïnvloed door opgehoogde bouwlanden en oude stuifduinen.
Het hoogste natuurlijke punt van de provincie ligt 26,5 m boven NAP, iets ten noordoosten van het centrum van Emmen. Het absoluut hoogste punt van de provincie (63 meter) is de VAM-berg bij Wijster, ontstaan uit de vroegere verwerking van vuilnis. Boven op de heuvel ligt het bezoekerscentrum de Blinkerd. Bij deze heuvel ligt het natuurontwikkelingsgebied de Zuidmaten.
De randen van de provincie liggen een stuk lager, delen in het noordwesten en zuidwesten liggen zelfs onder NAP.
Bij Schoonebeek in de gemeente Emmen wordt vanaf 1947, met een onderbreking tussen 1996 en 2011, aardolie gewonnen. Daarnaast wordt er verspreid over de provincie aardgas gewonnen. Het hoofdkantoor van de Nederlandse Aardolie Maatschappij (NAM), verantwoordelijk voor aardolie- en aardgaswinning, bevindt zich in Assen.

### Landschap
Ruwweg ziet de provincie Drenthe er uit als een omgekeerd bord: het midden is relatief hoog en de randen liggen lager. Met uitzondering van de Hondsrug gaat het om een hoogteverschil van slechts enkele meters. Toch is er een duidelijk verschil in landschap, geschiedenis en bevolking tussen de twee delen. Een groot deel van de provincie bestaat uit zandgronden, daarnaast zijn er veengronden, beide met hun eigen vegetatie, geschiedenis en inrichting.

### Zandgebieden
Het centrale, iets hoger gelegen deel van de provincie wordt gevormd door zandgronden, ook wel het 'oude Drenthe' genoemd. Hier vindt men van oudsher het esdorpenlandschap, dat gekarakteriseerd werd door brinkdorpen, essen, heidevelden en groenlanden in de beekdalen.
Veeteelt, vooral schapenteelt, stond in dienst van de landbouw. De mest van de schapen, die 's zomers weidden op de heide en 's winters gevoed werden met het hooi uit de beekdalen, werd vermengd met heideplaggen en gebruikt om de essen vruchtbaar te maken. Door deze vorm van bemesting kregen de essen hun karakteristieke bolle vorm. Door de uitvinding van de kunstmest, eind 19e eeuw, werd de schapenteelt minder belangrijk en konden grote delen van de 'overbodig' geworden heidevelden worden ontgonnen als landbouwgebied.
Een ander deel van de heide werd bebost door het destijds opgerichte Staatsbosbeheer om in de toenemende houtbehoefte te voorzien. De groenlanden langs de beken worden vooral als weideland gebruikt. De beken zijn bovendien op veel plaatsen rechtgetrokken. De essen zijn door ruilverkavelingen ingrijpend in aanzien veranderd.
Van de uitgestrekte heidevelden zijn nog enkele grote en een wat groter aantal kleine velden over. Anders dan rond 1900 beschikt Drenthe over uitgestrekte bosgebieden, die voor het ontstaan (door begrazing) van de heidevelden en (door kap) van de essen al veelvuldig aanwezig waren.
Een van de weinige gave voorbeelden van een esdorpenlandschap is te vinden in het stroomgebied van de Drentsche Aa, ten noordoosten van Assen. Dit vrij unieke gebied is daarom (als enige cultuurlandschap) aangewezen als nationaal park: het Nationaal beek- en esdorpenlandschap Drentsche Aa.

### Veengebieden
De lager gelegen delen langs de grenzen van de provincie vormen de veengronden, die vanaf de Middeleeuwen tot halverwege de 20e eeuw geleidelijk aan zijn ontgonnen voor de turfwinning. De grote veenmoerassen werden door kanalen en wijken ontwaterd, het veen werd afgegraven door de turf weg te steken. Het werd na droging naar elders vervoerd om als brandstof te dienen. Op de dalgronden die hierdoor ontstonden vestigden zich vervolgens boeren, die vaak van buiten de provincie kwamen.
Het landschap in de veengebieden wordt gekenmerkt door rechte lijnen met veel sloten, wijken en kanalen. Er is veel lintbebouwing te vinden. Plaatsnamen bevatten vaak woorden die verwijzen naar het (vroegere) landschap of de ligging, zoals veen, peel, moer, veld, wold, beek, kanaal, wijk, sloot en mond, of met nieuw naar de kolonisatie. De oudste veendorpen zijn Ruinerwold en Schoonebeek, die dateren uit de Middeleeuwen. Het jongste dorp van Drenthe is Witteveen, dat werd gesticht in 1926.
Er zijn ook twee gebieden die niet (volledig) ontgonnen zijn en waar het oorspronkelijke hoogveen nog aanwezig is: het Bargerveen in het uiterste zuidoosten van Drenthe en het Fochteloërveen in het noordwesten op de grens met Friesland.

### Kanalen
Omdat de riviertjes en beekjes doorgaans te smal waren om te bevaren, zijn ter verbetering van de bereikbaarheid en voor de afvoer van turf in de 19e eeuw veel kanalen aangelegd.
De belangrijkste zijn:
- Drentsche Hoofdvaart (Meppel-Smilde-Assen)
- Noord-Willemskanaal (Assen-Groningen)
- Hoogeveense Vaart (Meppel-Hoogeveen)
- Verlengde Hoogeveensche Vaart (Hoogeveen-Zwartemeer)
- Oranjekanaal (Smilde-Emmen)

Door de ontwikkeling van de autowegen is verkeer en vervoer over het water steeds minder belangrijk geworden. Tegenwoordig worden de kanalen vooral gebruikt voor de pleziervaart en als viswater.

### Natuur
Er zijn diverse natuurgebieden en boswachterijen in Drenthe. Er zijn drie nationale parken:
- Nationaal Park Drents-Friese Wold
- Nationaal Park Dwingelderveld
- Nationaal Park Drentsche Aa

## Plaatsen
Drenthe is de dunst bevolkte provincie van Nederland en heeft zijn landelijke karakter weten te behouden. Plaatsen met een stedelijk karakter zijn er amper en het merendeel van de bevolking woont in de dorpen op het platteland.
Assen is bekend om zijn TT-races op het circuit ter plaatse en het Drents Museum.
Emmen geniet bekendheid vanwege Wildlands Adventure Zoo Emmen (voorheen Dierenpark Emmen), dat qua bezoekersaantal de grootste attractie van het noorden is (in 2016 ruim een miljoen bezoekers). Emmen is tevens bekend van de profclub FC Emmen.
Zuidlaren is vooral bekend van de Zuidlaardermarkt, Europa's grootste najaarsmarkt voor paarden. Jaarlijks trekt deze markt zo'n 150.000 bezoekers en worden er meer dan 2.000 paarden verhandeld. Ook is Zuidlaren bekend van Berend Botje en van de Prins Bernhardhoeve, tot de verkoop in 2006 met 40.000 m² het op twee na grootste beurzencomplex van Nederland, na de Jaarbeurs Utrecht en de RAI Amsterdam.
Coevorden (in 1408), Meppel (in 1644 en 1809) en Assen (in 1809) zijn de enige plaatsen in Drenthe die ooit stadsrechten kregen. Coevorden was de stad waar de drost van Drenthe resideerde en was een belangrijke vestingstad, omdat lange tijd de enige verbinding met het noorden langs de stad liep. Meppel ontwikkelde zich vanaf de 15e eeuw door de turfwinning in de omgeving en werd later een handelscentrum, als nieuwe 'toegang' tot het noorden.
Hoogeveen heeft een rol gespeeld in de turfvaart.
De tien grootste plaatsen in Drenthe naar aantal inwoners per 1 januari 2018, 2021 en 2022 zijn:
| Nr. | Plaatsnaam        | 2018   | 2021   | 2022   |
| --- | ----------------- | ------ | ------ | ------ |
| 1   | Assen             | 67.579 | 68.005 | 68.250 |
| 2   | Emmen             | 56.490 | 56.640 | 57.395 |
| 3   | Hoogeveen         | 40.260 | 39.932 | 40.174 |
| 4   | Meppel            | 29.335 | 30.063 | 30.444 |
| 5   | Coevorden         | 14.365 | 15.485 | 15.685 |
| 6   | Roden             | 14.666 | 14.661 | 14.574 |
| 7   | Klazienaveen      | 12.135 | 11.980 | 11.955 |
| 8   | Beilen            | 11.140 | 11.173 | 11.476 |
| 9   | Eelde-Paterswolde | 10.635 | 10.838 | 10.849 |
| 10  | Zuidlaren         | 10.225 | 10.115 | 10.116 |

Bron: CBS: Statline
Daarna volgen er 27 plaatsen met 3.000 tot 10.000 inwoners (inwoneraantallen uit 2023):
1. 7.760 Emmer-Compascuum
2. 6.943 Nieuw-Amsterdam/Veenoord
3. 6.830 Zuidwolde
4. 5.500 Peize
5. 5.230 Hollandscheveld
6. 5.126 Gieten
7. 4.965 Borger
8. 4.965 Nieuw-Buinen
9. 4.940 Smilde
10. 4.750 Erica
11. 4.725 Westerbork
12. 4.440 Schoonebeek
13. 4.125 Vries
14. 4.050 Dwingeloo
15. 4.040 Nijeveen
16. 3.975 Ruinerwold
17. 3.930 Norg
18. 3.890 Dalen
19. 3.840 Havelte
20. 3.710 Rolde
21. 3.695 Ruinen
22. 3.605 Annen
23. 3.405 Valthermond
24. 3.390 Nieuw-Weerdinge
25. 3.370 Bovensmilde
26. 3.165 Eelderwolde
27. 3.060 Zwartemeer

## Bestuurlijke indeling
De huidige provincie Drenthe werd tot 1814 aangeduid als de landschap Drenthe.
Vanaf de Middeleeuwen bestond Drenthe uit zes dingspelen, met daaronder kerspelen, die tegelijk de kerkelijke en bestuurlijke gemeenten vormden. De kerspelen bestonden weer uit buurschappen, de dorpsgemeenschappen. In de Franse tijd werden de dingspelen afgeschaft en de kerspelen omgevormd tot uiteindelijk 35 burgerlijke gemeenten. Behalve de splitsing van de gemeente Dalen in Dalen en Schoonebeek in 1884 bleef deze gemeentelijke indeling ongewijzigd tot de herindeling van 1998. Sinds 1 januari van dat jaar zijn er twaalf gemeenten:
| 1. Aa en Hunze 2. Assen 3. Borger-Odoorn 4. Coevorden 5. Emmen 6. Hoogeveen 7. Meppel 8. Midden-Drenthe 9. Noordenveld 10. Tynaarlo 11. Westerveld 12. De Wolden | Gemeenten in Drenthe |

Zie ook:
- Lijst van steden en dorpen in Drenthe
- Lijst van voormalige gemeenten in Drenthe
- Lijst van gemeenten in Drenthe naar inwonersaantal

## Cultuur

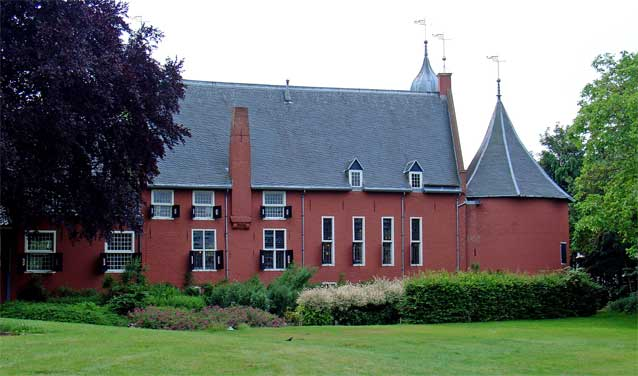
Kasteel van Coevorden voor 2010

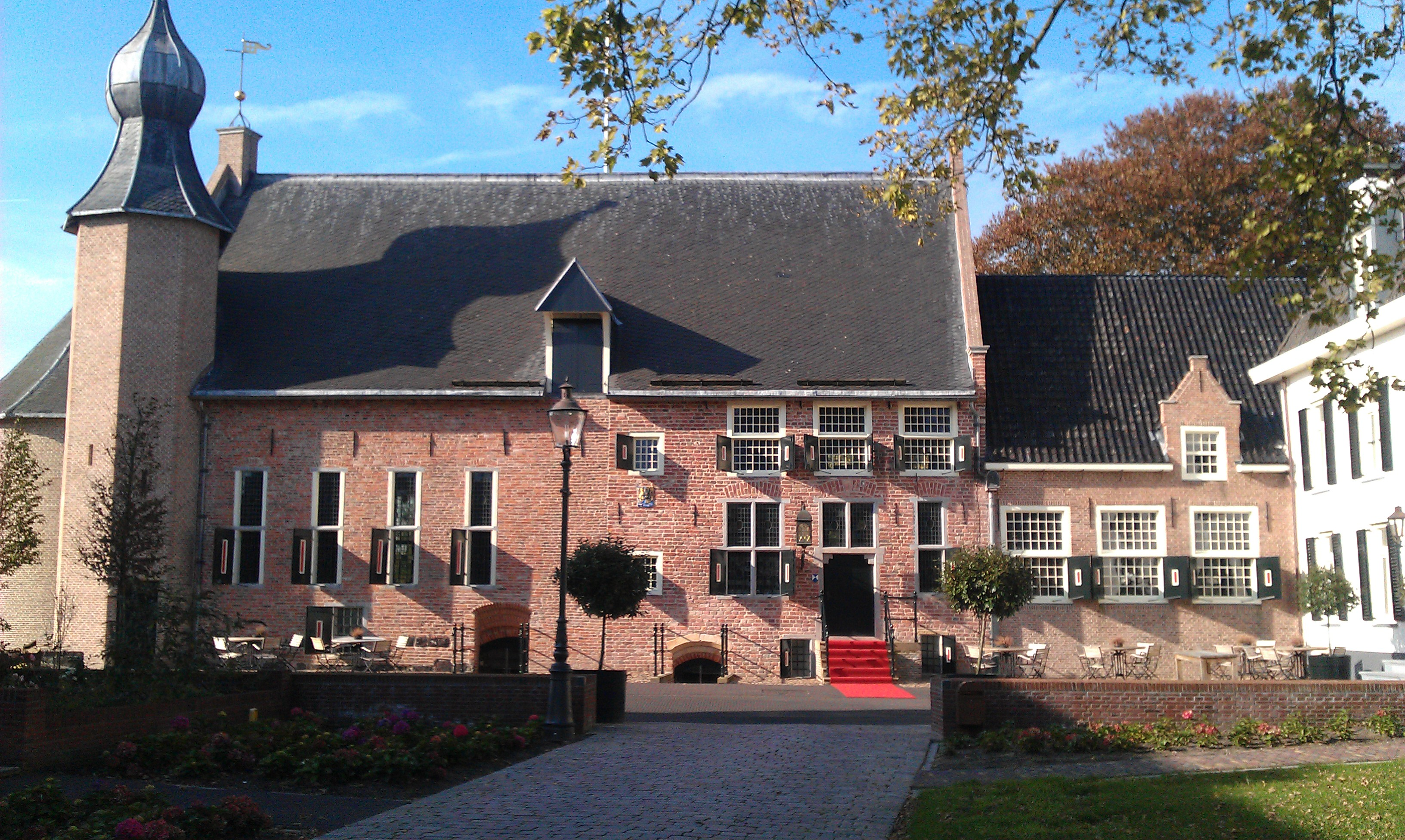
Kasteel van Coevorden na 2010

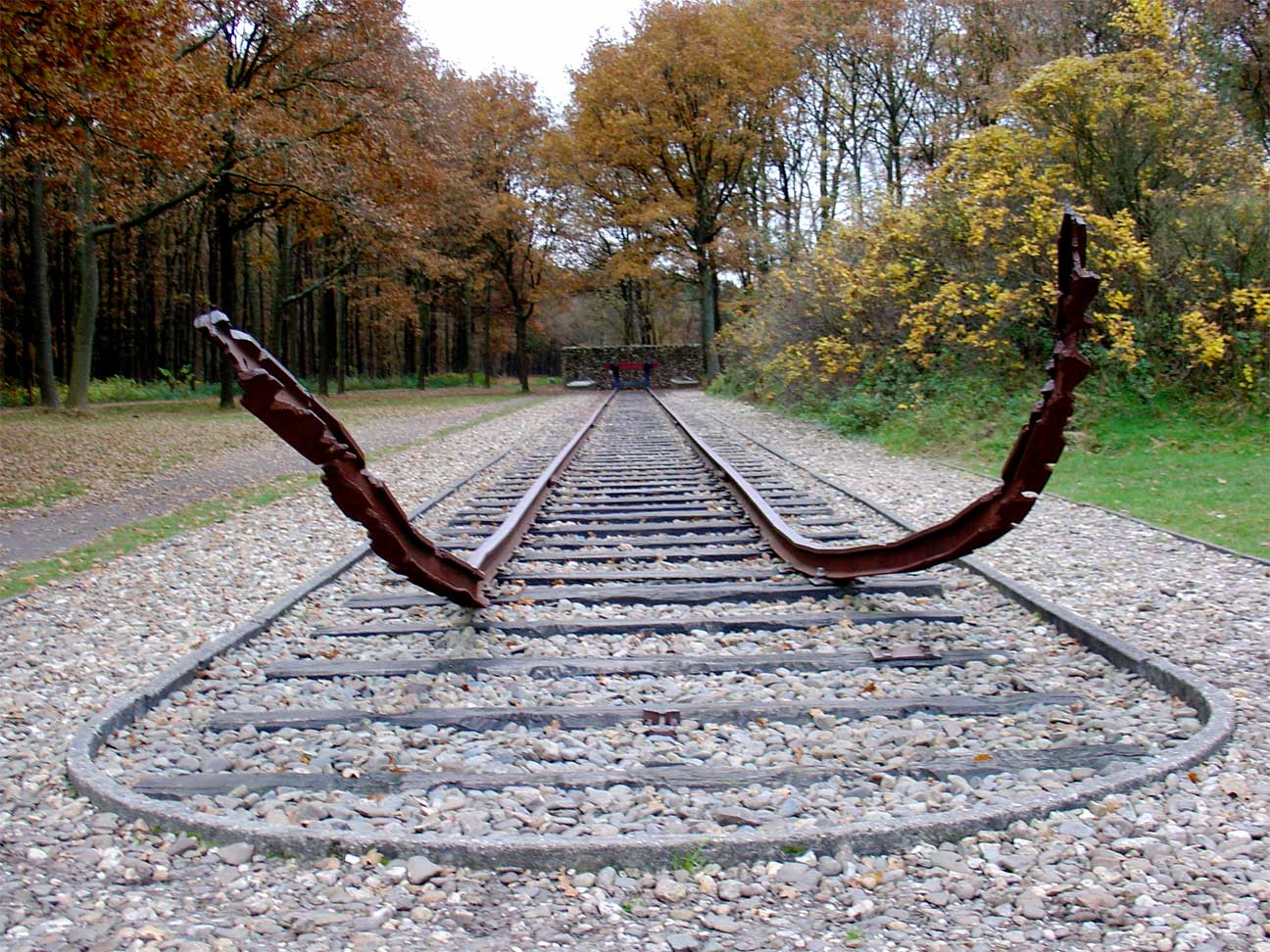
Kamp Westerbork

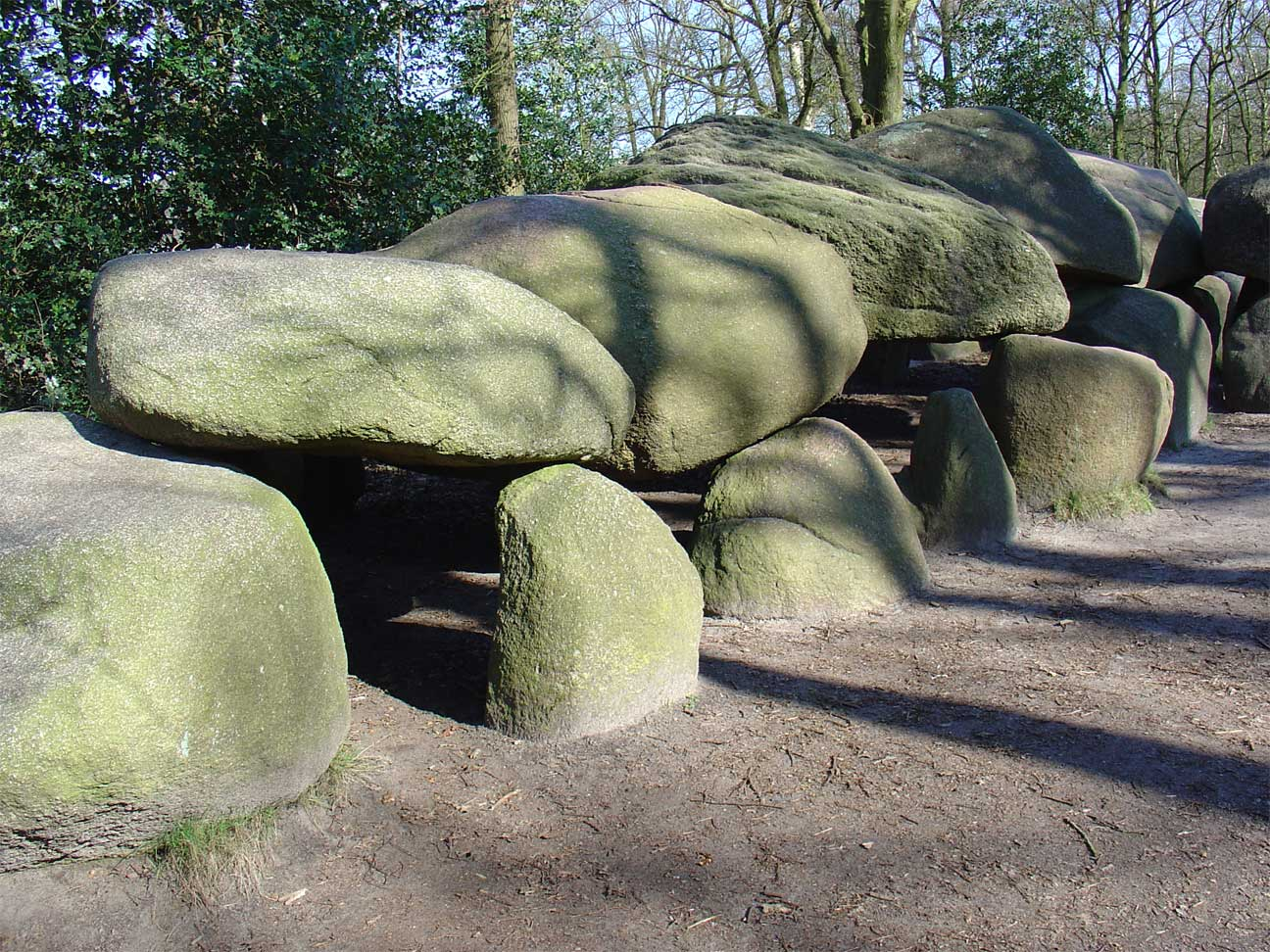
Hunebed van Borger

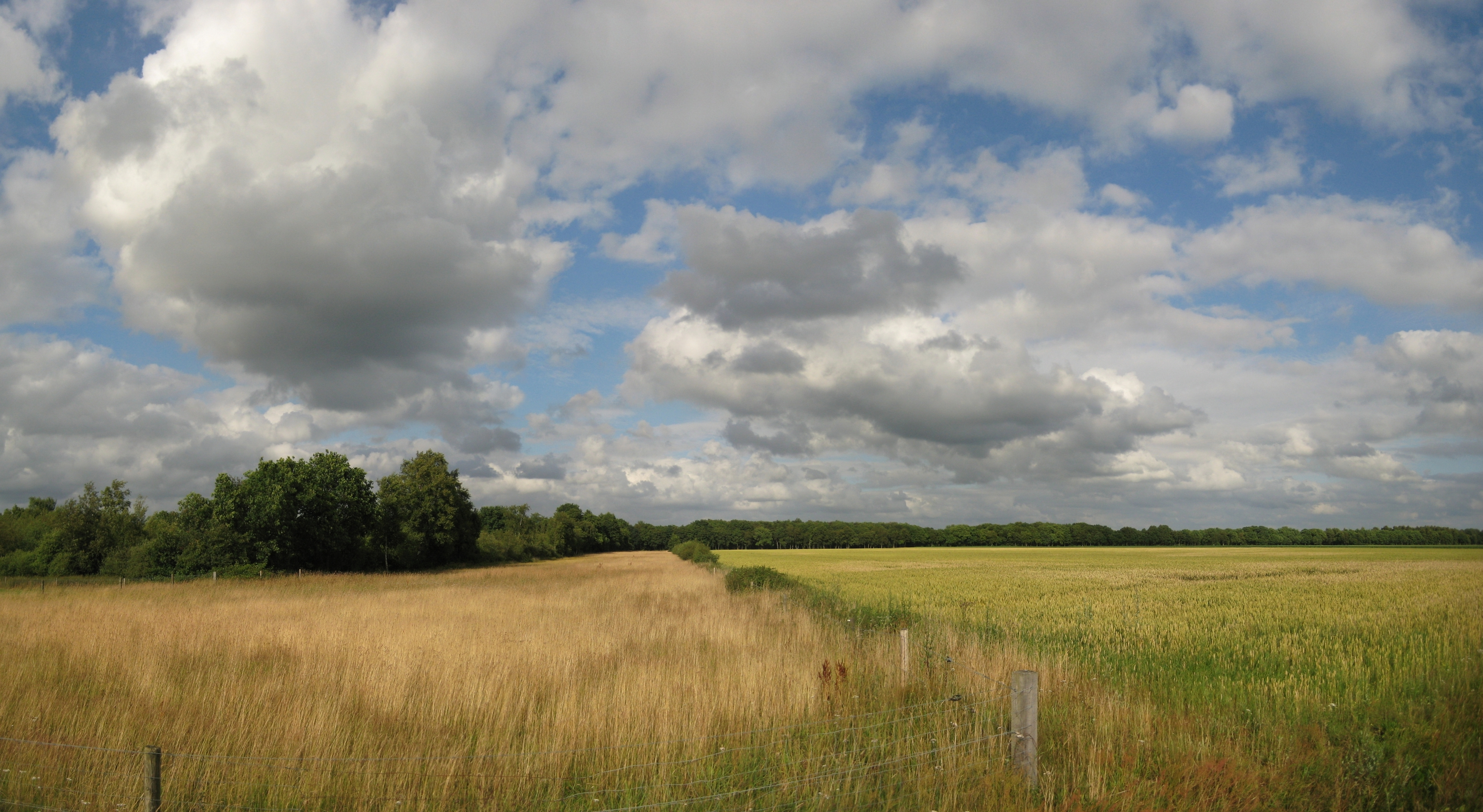
Agrarisch landschap ten noorden van Vries

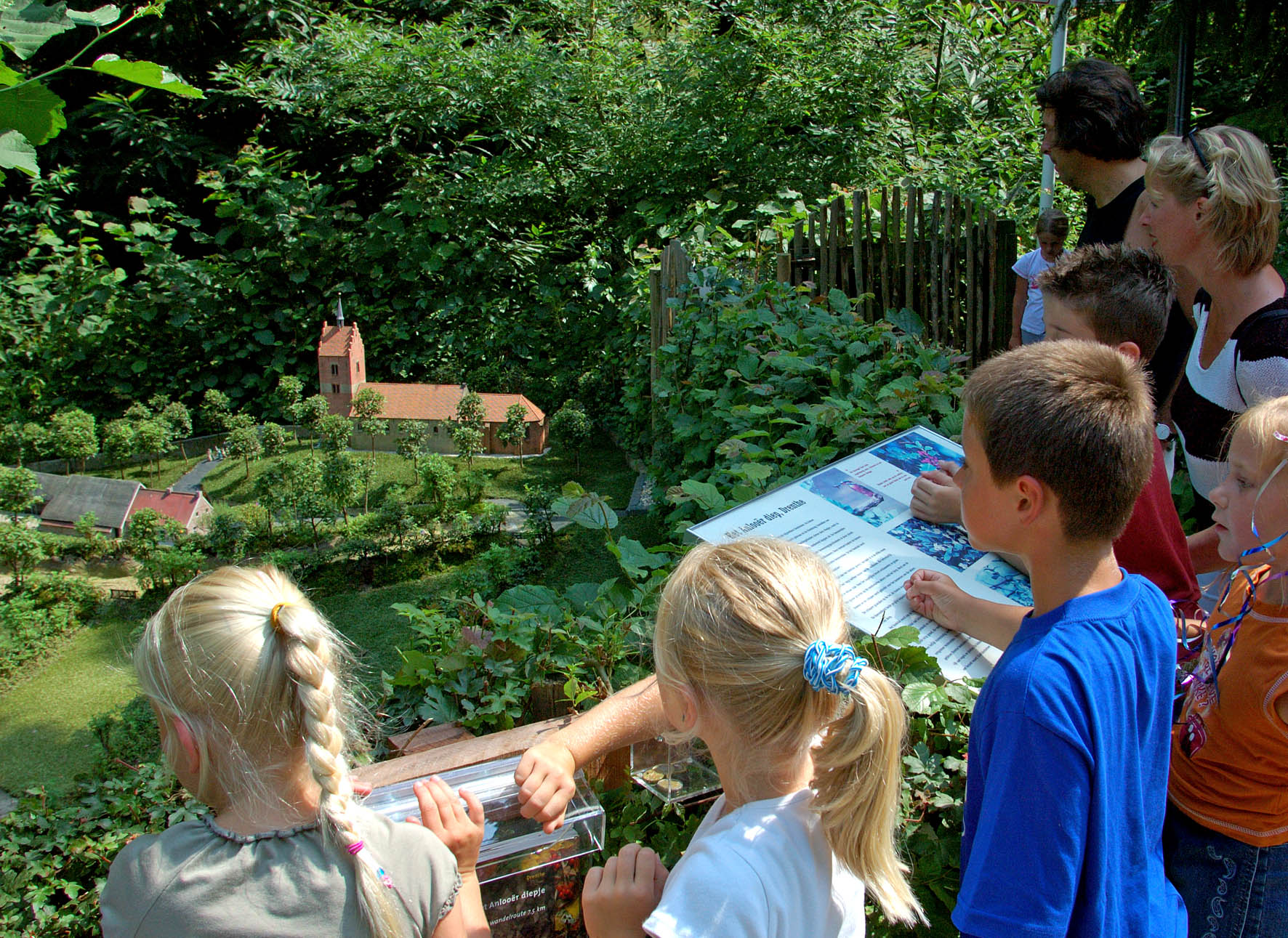
Drenthe landschapstuin

### Bezienswaardigheden
- 52 hunebedden
- Historische Mariakerk te Ruinen en de gewelven van het klooster stammend uit 1036
- Koloniën van de Maatschappij van Weldadigheid
- Diverse havezaten
- Dwingeloo Radiotelescoop
- De brink van Dwingeloo
- Het herinneringscentrum en de resten van Kamp Westerbork (voormalig doorgangskamp van de nazi's)
- Boot van Pesse in het Drents Museum
- De Steen van Gees
- Het standbeeld van Bartje in Assen
- Romaanse kerk van Anloo
- Het standbeeld van Berend Botje in Zuidlaren
- Kasteel van Coevorden
- Museum Collectie Brands te Nieuw-Dordrecht[19]
- Beeld van Ot en Sien op de Brink te Roden
- Museumdorp Orvelte
- De oude binnenstad van Meppel, met haar grachten, pleinen en pakhuizen
- Het Van Gogh Huis in Nieuw-Amsterdam

Zie ook
- Lijst van rijksmonumenten in Drenthe
- Lijst van provinciale monumenten in Drenthe
- Lijst van gemeentelijke monumenten in Drenthe

### Musea
Musea bevinden zich in Drenthe niet per se in de grotere plaatsen maar ook in kleinere dorpen. Musea met typisch Drentse onderwerpen zijn bijvoorbeeld het Drents Museum (Assen), het Ellert en Brammertmuseum (Schoonoord), het Hunebedcentrum (Borger) en het Veenpark (Barger-Compascuum).

### Evenementen
- Bloemencorso Eelde, eerste weekend van september
- De Oogstdag in Lhee, tweede zaterdag van augustus
- Börkermarkt in Westerbork
- Drentse Fiets 4daagse
- Drentse Molendag, vierde zaterdag in augustus
- Drentse Popprijs
- Gouden Pijl in Emmen, een wielercriterium
- Hello Festival in Emmen, een jaarlijks popfestival
- Holland International Blues Festival
- Hoogeveense Cascaderun, jaarlijks hardloopevenement in Hoogeveen
- Hoogeveense Pullendagen, jaarlijks evenement op de 5 donderdagen in de zomervakantie, vanaf de 2e donderdag van de vakantie in de binnenstad van Hoogeveen
- KuNa Festival, Activiteiten en cultuur in Nationaal Park Dwingelderveld
- Ronde van Drenthe
- Shakespearevoorstellingen in Diever in de zomer
- SIVO Internationaal Folkloristisch Dansfestival
- TT Assen
- Wereldkampioenschap superbike
- Zuidlaardermarkt, 3e dinsdag in oktober
- Donderdag Meppeldag, elk jaar 6 donderdagen in juli en augustus in de binnenstad van Meppel
- Zuidenveldfeest, ieder jaar begin juli. Het Zuidenveld vindt ieder jaar plaats in een van de Zuidenveldkernen (Sleen, Emmen, Odoorn, Schoonebeek, Coevorden, Zweeloo, Dalen, Oosterhesselen)

### Attracties
- Attractiepark Sprookjeshof in Zuidlaren
- Wildlands Adventure Zoo Emmen in Emmen
- Plopsa Indoor Coevorden in Coevorden
- Drouwenerzand in Drouwen

### Muziek
- Margaretha Consort
- Cuby + Blizzards
- Daniël Lohues
- The Dutch Boys
- Lohues & the Louisiana Blues Club
- Mooi Wark
- Skik
- Ellen ten Damme
- Jannes
- René Karst
- Don Diablo
- Isa Zwart

## Drentse dierenrassen
- Drentsche patrijshond
- Drents hoen
- Drents heideschaap

## Taal
In Drenthe wordt naast Nederlands ook Drents, Sallands, Stellingwerfs en Veenkoloniaals gesproken. Alle zijn dialecten van het Nedersaksisch, een erkende streektaal.
In de loop van tijd is de bevolking van Drenthe minder Drents gaan spreken. Toch gebruikt nog ongeveer 50% van de inwoners het Drents in de dagelijkse omgang.
De meeste dorpen hebben een eigen variatie die vaak enigszins afwijkt van de buurdorpen. Grofweg loopt er een scheidslijn tussen het noorden/noordoosten en het zuiden van de provincie. In een vrij lange strook veengebied in het oosten en noordoosten wordt als Nedersaksisch dialect het Veenkoloniaals (een variëteit van het Gronings) gesproken, ruwweg van het Zuidlaardermeer tot Emmer-Compascuum; hetzelfde wat in de (aangrenzende) Groningse veengebieden wordt gesproken. De zuidelijke dialecten vertonen een grote mate van overeenkomst met die van Salland (eveneens een Nedersaksisch dialect). Ook is er een verschil tussen de dialecten van het 'zand' en het 'veen'.

## Religie
Anno 2005 is ongeveer een op de drie Drenten aangesloten bij een kerk. Net zoals in de andere noordelijke provincies zoals Groningen, Friesland en Flevoland is de meerderheid niet kerkelijk. Per eind 2005 was ongeveer 25 procent van de Drentse bevolking protestant en iets minder dan 8 procent van de bevolking was katholiek.
In religieus opzicht was de provincie lange tijd erg homogeen. Bij de Reformatie ging eind 16e eeuw de hele provincie over op het Calvinisme, zij het dat die overgang van bovenaf opgelegd werd en niet overal even soepel verliep. Pas vanaf begin negentiende eeuw komen er, van buitenaf, weer katholieken in Drenthe: in de veenkoloniën in het zuidoosten (vanuit Duitsland en Twente) en in de kolonies van de Maatschappij van Weldadigheid in het zuidwesten en noordwesten. Kleinere dorpen als Barger-Compascuum, Nieuw-Schoonebeek, Weiteveen, en Zwartemeer en het voormalige Barger-Oosterveld (tegenwoordig een wijk in Emmen) in het uiterste zuidoosten zijn daardoor overwegend katholiek, net als het Drents-Groningse dorp Zandberg en de voormalige MvW-kolonie Zorgvlied.
In de loop van de 19e eeuw scheidden zich groepen gereformeerden af van de Nederlandse Hervormde Kerk. In de zandgebieden kregen zij relatief weinig aanhang, maar in de veengebieden vestigden zich veel gereformeerden uit Groningen en Friesland, waardoor daar een grotere verscheidenheid aan kerkgenootschappen bestond.
Over het algemeen zijn er in Drenthe weinig orthodoxe protestanten te vinden en juist relatief veel vrijzinnigen, vooral in de zandgebieden. Veel van hen zijn inmiddels ontkerkelijkt.

## Politiek
Drenthe wordt bestuurd vanuit het provinciehuis in Assen. Landschap Drenthe werd in 1815 een volwaardige provincie met dezelfde bestuursstructuur als de andere Nederlandse provincies. De Provinciale Staten bestaan uit 43 leden, het college van Gedeputeerde Staten uit zes leden. Dit college bestaat in de periode 2023-2027 uit de commissaris van de Koning, leden van BBB (2), CDA, PvdA en VVD. Deze coalitie beschikt na de verkiezingen van 2023 over 28 van de 43 Statenzetels.

## Bevolkingsontwikkeling

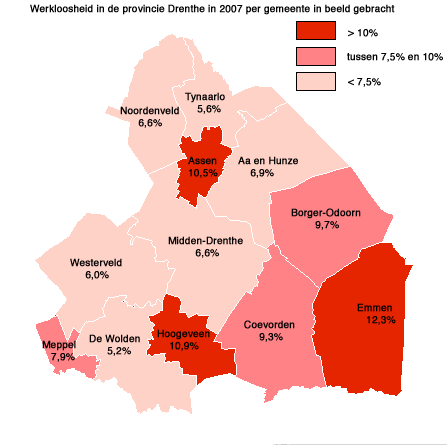
Niet-werkende werkzoekenden in de provincie Drenthe in 2007 als percentage van de totale beroepsbevolking -
grafiek gebaseerd op gegevens van het Centrum voor Arbeid en Beleid te Groningen.

Bevolkingspiramide

In eind 2022 had Drenthe 502.120 inwoners.
In 2001 nam de bevolking van Drenthe per saldo toe met 4300 mensen. In 2004 waren dit er nog slechts 851.

## Ziekenhuizen
- Bethesdaziekenhuis in Hoogeveen
- Scheper Ziekenhuis in Emmen
- Wilhelmina Ziekenhuis in Assen
- Isala in Meppel

## Verkeer en vervoer
De belangrijkste autosnelweg in Drenthe is de A28, die van noord (De Punt) naar zuid (Meppel) de provincie doorkruist. De A32, bij Meppel, en de A37, bij Hoogeveen zijn beide afsplitsingen van de A28. Vanaf Assen loopt de N33 naar het noordoosten, het oosten van de provincie wordt mede ontsloten door de N34, voorheen een rijksweg, sinds 2007 in beheer bij de provincie.
Voor het openbaar vervoer is Drenthe vooral afhankelijk van de bus. Er lopen drie spoorlijnen door de provincie, de lijn Zwolle - Groningen die in Drenthe Meppel, Hoogeveen, Beilen en Assen bedient, de lijn Meppel - Leeuwarden en de lijn Zwolle - Emmen. Drenthe heeft twee stations die door intercity's worden aangedaan: Meppel (op de lijn Leeuwarden - Schiphol/Den Haag) en Assen op de lijn Groningen - Schiphol/Den Haag). Voor de regionale treinen en het busvervoer: zie Stads- en streekvervoer in Drenthe.
In Hoogeveen is Vliegveld Hoogeveen en in Eelde bevindt zich Groningen Airport Eelde, dat ondanks wat de naam doet vermoeden in Drenthe ligt.

## Media
- Dagblad van het Noorden
- Hoogeveensche Courant
- RTV1
- Meppeler Courant
- ZO!34
- RTV Drenthe
- Nieuws in Assen
- Vriezer Post
- Dorpsklanken Eelde-Paterswolde

## Eten en drinken
- Droge worst
- Hete bliksem
- Krentjebrij
- Kruudmoes
- Stip in 't gat
- Kniepertjes

## Bekende Drenten
- Henny van Andel-Schipper (1890–2005), ooit oudste mens ter wereld
- Relus ter Beek (1944–2008), politicus (o.a. minister van Defensie en commissaris van de Koningin van Drenthe)
- Jan Bols (1944), schaatser
- Freddy ten Caat (1966), voetballer
- Theo ten Caat (1964), voetballer
- Ellen ten Damme (1967), zangeres en actrice
- Erik Dekker (1970), wielrenner
- Janke Dekker (1963), (musical)actrice en tv-presentatrice
- Ton Derksen (1943), wetenschapsfilosoof en auteur
- Maruschka Detmers (1962), actrice
- Don Diablo (1980), dj
- Miep Diekmann (1925–2017), schrijfster
- Herbert Dijkstra (1966), sportverslaggever
- Erasmus Herman van Dulmen Krumpelman (1925–2000), kunstschilder en beeldhouwer
- Mient Jan Faber (1940–2022), wiskundige, vredesactivist, secretaris IKV
- Maxim Februari (1963), filosoof, columnist, schrijver
- Ben Feringa (1951), hoogleraar chemie aan de Rijksuniversiteit Groningen en Nobelprijswinnaar scheikunde, 2016, voor moleculaire nanomachines
- Riëtte Fledderus (1977), volleybalster
- Louise Fresco (1952), wetenschapper, schrijver, voorzitter van Wageningen University & Research
- Bert Heerink (1953), zanger VandenBerg
- Lodewijk graaf van Heiden (1773–1850), zeeheld (zie ook Berend Botje ging uit varen)
- Jan Hendriks (1905–1944), verzetsstrijder
- Jo van Heutsz (1851–1924), gouverneur-generaal van Nederlands-Indië
- Alides Hidding (1954), zanger
- Peter Hoekstra (1973), voetballer
- Tjitse Hofman (1974), dichter
- Lammert Huizing (1927–2013), Drenthekenner, historicus en publicist
- Robert Imker (1948–2001), gitarist, ook bekend als Tokkel
- Gert Jakobs (1964), wielrenner
- Erwin Java (1956), gitarist
- Petrus Kiers (1807–1875), kunstschilder, tekenaar, graficus, fotograaf
- Piet Kleine (1951), schaatser
- Jetta Klijnsma (1957), staatssecretaris van Sociale Zaken en Werkgelegenheid in kabinet-Rutte II
- Enzo Knol (1993), youtuber
- Milan Knol (1991), youtuber
- Geert Kocks (1936–2003), samensteller Drents woordenboek
- Hendrik Koekoek (1912–1987), politicus, ook bekend als Boer Koekoek
- Marga Kool (1949), dichter en politica
- Hein Kray (1901–1995), schilder en illustrator
- Karsten Kroon (1976), wielrenner
- Daniël Lohues (1971), musicus, producer, schrijver
- Roelof Luinge (1955), voetbalscheidsrechter
- Marcel Luppes (1971), wielrenner
- Hanja Maij-Weggen (1943), politica
- Peter Middendorp (1971), schrijver
- Harry Muskee (1941–2011), bluesmuzikant
- Evert ten Napel (1944), sportverslaggever
- Ben Nijboer (1915–1999), natuurkundige en vredesactivist
- Henk Otten (1967), politicus
- Anniek Pheifer (1977), actrice
- Johan Picardt (1600–1670), predikant, medicus en historicus (schreef de eerste geschiedenis van Drenthe; niet in Drenthe geboren)
- Johannes Post (1906–1944), verzetsstrijder
- Marinus Post (1902–1944), verzetsstrijder
- Roel Reijntjes (1923–2003), dichter
- Dick Rienstra (1941–2021), zanger en acteur
- Louis Albert Roessingh (1873–1951), dichter en kunstschilder
- Kjell Scherpen (2000), voetballer
- Merijn Scholten (1983), cabaretier
- Gerald Sibon (1974), voetballer
- Bas Sibum (1982), voetballer
- Albert Steenbergen (1814–1900), schilder en schrijver
- Egbert Streuer (1954), motorcoureur
- Harm Tiesing (1853–1936), kroniekschrijver
- Jan Vayne (1966), pianist
- Peter van der Velde (1918–2004), schrijver
- Anne de Vries (1904–2006), schrijver, o.a. van Bartje
- Tieme Woldman (1965), schrijver
- Jannes Wolters (1973), zanger
- Albertus Zefat (1901–1944), verzetsstrijder
- Jan Zondag (1891–1982), kunstschilder en tekenaar
- Olga Zuiderhoek (1946), actrice
- Peter de Zwaan (1944), schrijver
- Hannah Mae (1998), singer-songwriter